# Zdemyslice
Zdemyslice är en ort i Tjeckien.   Den ligger i regionen Plzeň, i den västra delen av landet, 80 km sydväst om huvudstaden Prag. Zdemyslice ligger 382 meter över havet och antalet invånare är 506.
Terrängen runt Zdemyslice är kuperad åt sydost, men åt nordväst är den platt. Zdemyslice ligger nere i en dal. Runt Zdemyslice är det ganska tätbefolkat, med 100 invånare per kvadratkilometer. Närmaste större samhälle är Plzeň, 18,7 km nordväst om Zdemyslice. Trakten runt Zdemyslice består till största delen av jordbruksmark.